# Bernd Gersdorff
Bernd Gersdorff (Berlino, 18 novembre 1946) è un ex calciatore tedesco, di ruolo centrocampista.

## Palmarès

### Club

#### Competizioni nazionali
- Campionato tedesco: 1

Bayern Monaco: 1973-1974

#### Competizioni internazionali
- Coppa dei Campioni: 1

Bayern Monaco: 1973-1974
- Coppa Piano Karl Rappan: 1

Herta Berlino: 1978